# هاينز تيلو
هاينز تيلو (و. 1911 – 1945 م) هو طبيب، وطبيب توليد من الإمبراطورية الألمانية، وجمهورية فايمار، وألمانيا النازية، كان عضوًا في الحزب النازي، توفي عن عمر يناهز 34 عاماً.